# Waluta wirtualna
Waluta wirtualna – termin prawny, obejmujący kryptowaluty oraz niektóre inne umowne jednostki dające się wymienić na zwykłe pieniądze, np. waluty w niektórych grach komputerowych.

## Definicja
W polskim prawie waluta wirtualna zdefiniowana jest w ustawie z dnia 1.03.2018 r. o przeciwdziałaniu praniu pieniędzy oraz finansowaniu terroryzmu, do której odwołują się także przepisy podatkowe.
Zgodnie z definicją z ustawy, waluta wirtualna jest to cyfrowe odwzorowanie wartości, które nie jest:
1. prawnym środkiem płatniczym emitowanym przez NBP, zagraniczne banki centralne lub inne organy administracji publicznej,
2. międzynarodową jednostką rozrachunkową ustanawianą przez organizację międzynarodową i akceptowaną przez poszczególne kraje należące do tej organizacji lub z nią współpracujące,
3. pieniądzem elektronicznym w rozumieniu ustawy z dnia 19 sierpnia 2011 r. o usługach płatniczych,
4. instrumentem finansowym w rozumieniu ustawy z dnia 29 lipca 2005 r. o obrocie instrumentami finansowymi,
5. wekslem lub czekiem[1].

Najpopularniejszą rodziną walut wirtualnych są kryptowaluty (np. bitcoin), jednak definicja ta obejmuje także na przykład waluty w grach komputerowych, o ile stanowią odwzorowanie wartości.

## Podatki
Definicja ta wyklucza waluty wirtualne z zakresu instrumentów finansowych, pomimo iż są one, podobnie jak instrumenty finansowe, często wykorzystywane w celach inwestycyjnych i spekulacyjnych. Polskie Ministerstwo Finansów stoi na stanowisku, że waluty wirtualne są na gruncie podatku PIT uważane za szczególny przypadek praw majątkowych i w związku z tym dla transakcji do końca 2018 roku opodatkowana była zarówno ich sprzedaż, jak i wymiana, według zasad ogólnych (wtedy 18%/32%), z rozliczeniem na PIT-36. Powoduje to spore komplikacje przy obliczaniu podatku, handel walutami wirtualnymi często bowiem generuje bardzo wiele drobnych transakcji wymiany. Możliwe są także sytuacje, gdy wartość takiej transakcji wymiany nie jest możliwa do ustalenia.
Dla transakcji wykonanych od 1 stycznia 2019 wprowadzono rozliczenie podobne do instrumentów finansowch, w szczególności stawkę podatkową 19%. Zwolniono także z podatków PIT i CIT wymianę walut wirtualnych na siebie. Opodatkowanie nie jest jednak identyczne z opodatkowaniem instrumentów finansowych:
- Koszty są zgłaszane od razu, nawet jeśli nie było w danym roku przychodów
- Nieodliczone w danym roku koszty można odliczyć tylko w kolejnym roku, za to w 100%
- Nie można łączyć kosztów i strat z kosztami i stratami z instrumentów finansowych
- Nieodliczone koszty z okresu przed 1 stycznia 2019 należy dodać do kosztów z 2019 roku (przepisy przejściowe)
- Niepewna jest kwestia odliczania strat sprzed 2019 roku
- Waluty wirtualne zawsze są uważane za przychody z kapitałów pieniężnych lub zysków kapitałowych, nawet jeśli handel jest wykonywany w ramach działalności gospodarczej.

Na gruncie podatku VAT wyrokiem Trybunału Sprawiedliwości UE z dnia 22 października 2015 r. w sprawie Hedqvist C-264/14, bitcoin (a domyślnie wszystkie waluty wirtualne) są albo, tak jak prawny środek płatniczy, zwolnione z VAT, albo nie podlegają podatkowi VAT.
Kwestią dyskusyjną jest podleganie transakcji wymiany i zakupu walut wirtualnych podatkowi PCC. Jeśli waluta wirtualna jest zwolniona z podatku VAT lub jest uważana na gruncie PCC za prawny środek płatniczy (tak jak w przypadku VAT) to nie powinna podlegać PCC. Jeśli jednak jest prawem majątkowym (jak w przypadku podatku PIT) i nie podlega podatkowi VAT (a nie tylko jest z niego zwolniona), to wówczas może podlegać PCC w wysokości 1%. Istotne może być także miejsce zakupu waluty wirtualnej, co z kolei w przepisach o VAT jest uzależnione od siedziby sprzedawcy, która przy handlu kryptowalutami na giełdzie jest nieznana. Sądy różnie interpretowały te przepisy. Dodatkowo zaniechano poboru podatku PCC od transakcji walutami wirtualnymi zawartych od 13 lipca 2018 do 30 czerwca 2019.